# Teretriphora huttoni
Teretriphora huttoni là một loài ốc biển thuộc họ họ Triphoridae. Đây là loài ốc nhỏ sống ở nước sâu.